# Roda de despedaçamento

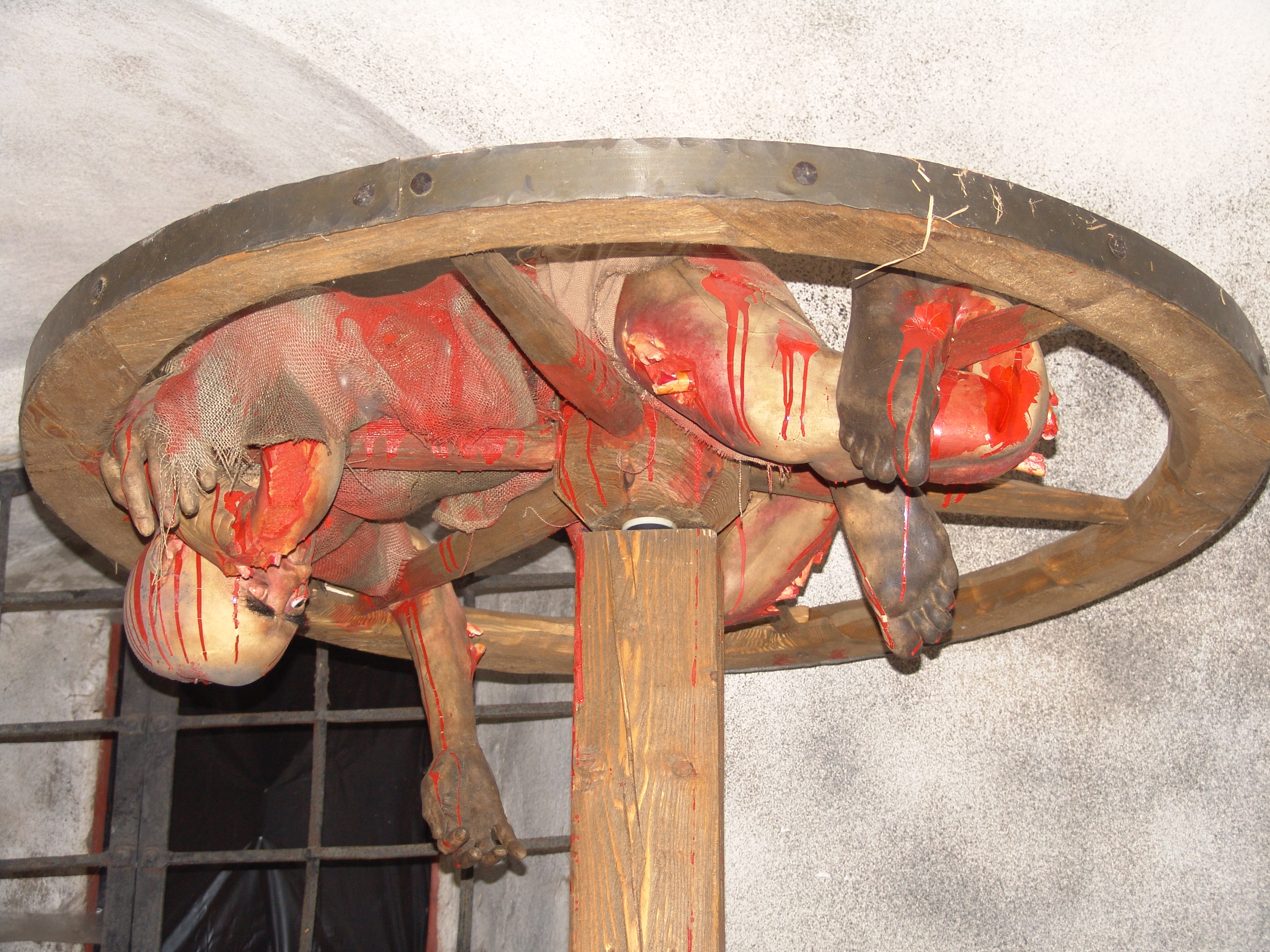
Representação de um condenado deixado para morrer depois de ser quebrado na roda.
Imagem de cera no Castelo Loket, na República Checa.

A roda de despedaçamento, conhecida também como a roda de Santa Catarina ou apenas a roda, era um instrumento de tortura utilizado para executar penas capitais desde a Antiguidade Clássica até o início da modernidade, principalmente em execuções públicas nas quais o condenado era preso à roda e tinha os seus ossos quebrados com maças e martelos até a morte. Como forma de punição post mortem para humilhar o condenado, a roda ainda era utilizada na Alemanha no século XIX.

## Descrição
Tipicamente, a roda era nada mais do que uma grande roda de carroça com diversos raios. O condenado era amarrado a ela e seus membros, expostos entre os raios, eram quebrados com maças e martelos. Um formato alternativo era o de uma cruz de Santo André (em formato de "X") ligada horizontalmente numa estaca na qual o condenado era amarrado e quebrado. Em ambos os casos, o corpo despedaçado do condenado podia ficar exposto para o público.
Por vezes, ao invés de maças ou martelos, era utilizada roda de carroça normal para quebrar os ossos do condenado, como foi o caso na execução por parricídio de Franz Seuboldt em Nuremberga em 22 de setembro de 1589. O carrasco utilizou blocos de madeira para expor os membros de Seuboldt e, depois, os quebrou utilizando a roda.
O tempo que o condenado sobrevivia depois de ter sido "quebrado" podia ser longo. Relatos contam que um assassino do século XIV viveu por três dias. Em 1348, durante a Peste Negra, um judeu chamado Bona Dies foi condenado à roda e as autoridades afirmam que ele viveu por mais quatro dias e quatro noites depois.

## História

### Origem provável
Pieter Spierenburg menciona uma referência nas obras de São Gregório de Tours (século VI) como sendo a possível origem da punição de "quebrar" alguém na roda. Na época de Gregório, um criminoso poderia ser condenado a ser colocado num trilho para que fosse atropelado por uma carroça carregada. Assim, a prática posterior poderia ser entendida como uma reaplicação "simbólica" da punição antiga na qual as pessoas eram "literalmente" quebradas por uma carroça.

### França
Na França, os condenados eram colocados numa roda de carroça com os membros esticados ao longo dos raios sobre duas robustas vigas de madeira. A roda, então, era girada vagarosamente e um grande martelo ou uma barra de ferro era, então, golpeado no trecho do membro que ficava sobre o vão entre as vigas, quebrando os ossos. Este processo era repetido diversas vezes nos membros. Dependendo do caso, o carrasco recebia a ordem "misericordiosa" de atingir o peito e o abdômen do condenado, golpe conhecido como coup de grâce em francês, causando, geralmente, ferimentos fatais. Sem estes, o condenado quebrado podia ficar horas ou dias exposto aos elementos e aos ataques de pássaros, que começavam a comer viva a vítima indefesa. Finalmente, a morte vinha por choque e desidratação. Na França, uma graça especial chamada "retentum" podia ser concedida, o que permitia que o condenado fosse estrangulado após o segundo ou terceiro golpe; ou, em casos especiais, antes mesmo de a punição começar.

### Sacro Império Romano-Germânico
No Sacro Império Romano-Germânico, a roda era a punição reservada para os condenados de homicídio com agravantes (resultado de outros crimes, como o latrocínio ou o estupro seguido de morte, ou contra um membro da família). Crimes menores recebiam uma forma mais leve da roda na qual o primeiro golpe, já letal, era dado diretamente no pescoço ("de cima pra baixo"). Os crimes hediondos ou com requintes de crueldade recebiam a punição "de baixo pra cima", começando com as pernas e durando horas. O número e a sequência dos golpes eram determinados pela sentença da corte — em 1581, o assassino serial Peter Niers, condenado por 544 assassinatos, recebeu, ao longo de dois dias, 42 golpes de uma roda e foi, depois, desmembrado vivo.) Geralmente, os cadáveres eram deixados para serem devorados por animais selvagens e pássaros, com exceção das cabeças, que eram fincadas em estacas para serem exibidas ao público.
A obra "Zürcher Blutgerichtsordnung" ("Procedimentos para a Corte de Sangue em Zurique"), do século XV, contém uma descrição detalhada de como a punição na roda deveria ocorrer: primeiro, o condenado era colocado de barriga para baixo com as mãos e pernas amarradas numa tábua para ser arrastado por um cavalo até o local da execução. A roda, então, era golpeada duas vezes em cada braço, uma vez acima do cotovelo e outra abaixo. Depois, cada perna recebia o mesmo tratamento, um golpe acima e outro abaixo do joelho. O nono e último golpe era dado no meio da espinha, que se quebrava. O corpo quebrado, então, era entrelaçado entre os raios da roda e ela era pregada no alto de um poste horizontalmente e este era fincado no chão, deixando a vítima para morrer "flutuando" na roda, onde seu corpo, depois, ficaria para apodrecer.

### Escócia
Na Escócia, um criado chamado Robert Weir foi quebrado numa roda em Edinburgo em 1603 ou 1604 (dependendo da fonte), uma punição bastante rara na região. Seu crime foi o assassinato do John Kincaid, senhor de Warriston, a pedido da esposa dele. Weir foi amarrado numa roda de carroça, golpeado e quebrado com a relha de um arado. A senhora Warriston foi decapitada em seguida.

### Estados Unidos na época colonial
A roda foi utilizada nos Estados Unidos no século XVIII depois de revoltas de escravos. Em Nova Iorque, foi utilizada depois que diversos brancos foram assassinados durante uma revolta de escravos em 1712. Entre 1730 e 1754, onze escravos da Luisiana francesa foram quebrados na roda.

### Suécia
Johann Patkul foi um cavalheiro livônio condenado por traição pelo rei da Suécia Carlos XII em 1707. O padre Lorentz Hagen era amigo de Patkul e descreveu o horror que ele teve que suportar depois que a sentença foi executada na rodaː
| “ | Então o carrasco deu-lhe o primeiro golpe. Seus lamentos foram terríveis. "Ó Jesus! Jesus, tenha misericórdia de mim!" Esta cruel cena foi muito alongada e de horror extremo; pois o responsável não tinha habilidade alguma na tarefa e o pobre coitado sob suas mãos recebeu mais de quinze golpes, cada um deles misturado com os mais penosos gemidos e invocações do nome de Deus. Finalmente, depois de dois golpes no peito, sua força e voz falharam. Num vacilante tom de morte, quase não se ouviu ele dizer, "cortem minha cabeça!" e o carrasco, ainda por ali, colocou sua cabeça no cadafalso: numa palavra, depois de quatro golpes com uma machadinha, a cabeça foi separada do corpo e o corpo, esquartejado. Este foi o fim do famoso Patkul: que Deus tenha pena de sua alma! | ” |

### Uso posterior
A roda de despedaçamento foi utilizada como forma de execução na Alemanha até o início do século XIX. Seu uso como punição capital não foi completamente extinto na Baviera antes de 1813 e ainda era praticado em 1836 em Hesse-Kassel. Na Prússia, a pena de morte era executada por decapitação com uma grande espada, por queima ou pela roda. Na época, o código penal prussiano requeria que o criminoso fosse quebrado na roda quando crimes particularmente hediondos fossem cometidos. Porém, em todos os casos, o rei ordenou que o carrasco estrangulasse o criminoso (o que era feito utilizando uma corda curta que dificilmente era vista) antes que seus membros fossem quebrados. A última execução utilizando a roda foi em 13 de agosto de 1841.

## Roda de Santa Catarina de Alexandria
Hagiografias medievais como a Lenda Dourada contam que Santa Catarina de Alexandria, uma mártir do Egito Romano, foi sentenciada a ser executada em uma roda por se recusar a renunciar à sua fé, o que deu ao instrumento o nome de "Roda de Santa Catarina", que passou também a ser seu atributo iconográfico. A roda milagrosamente se quebrou quando ela a tocou e ela acabou sendo morta por decapitação. Na arte cristã, ela geralmente aparece com uma roda quebrada ao seu lado ou nas mãos; a espada também aparece frequentemente. 

## Galeria

Imagens
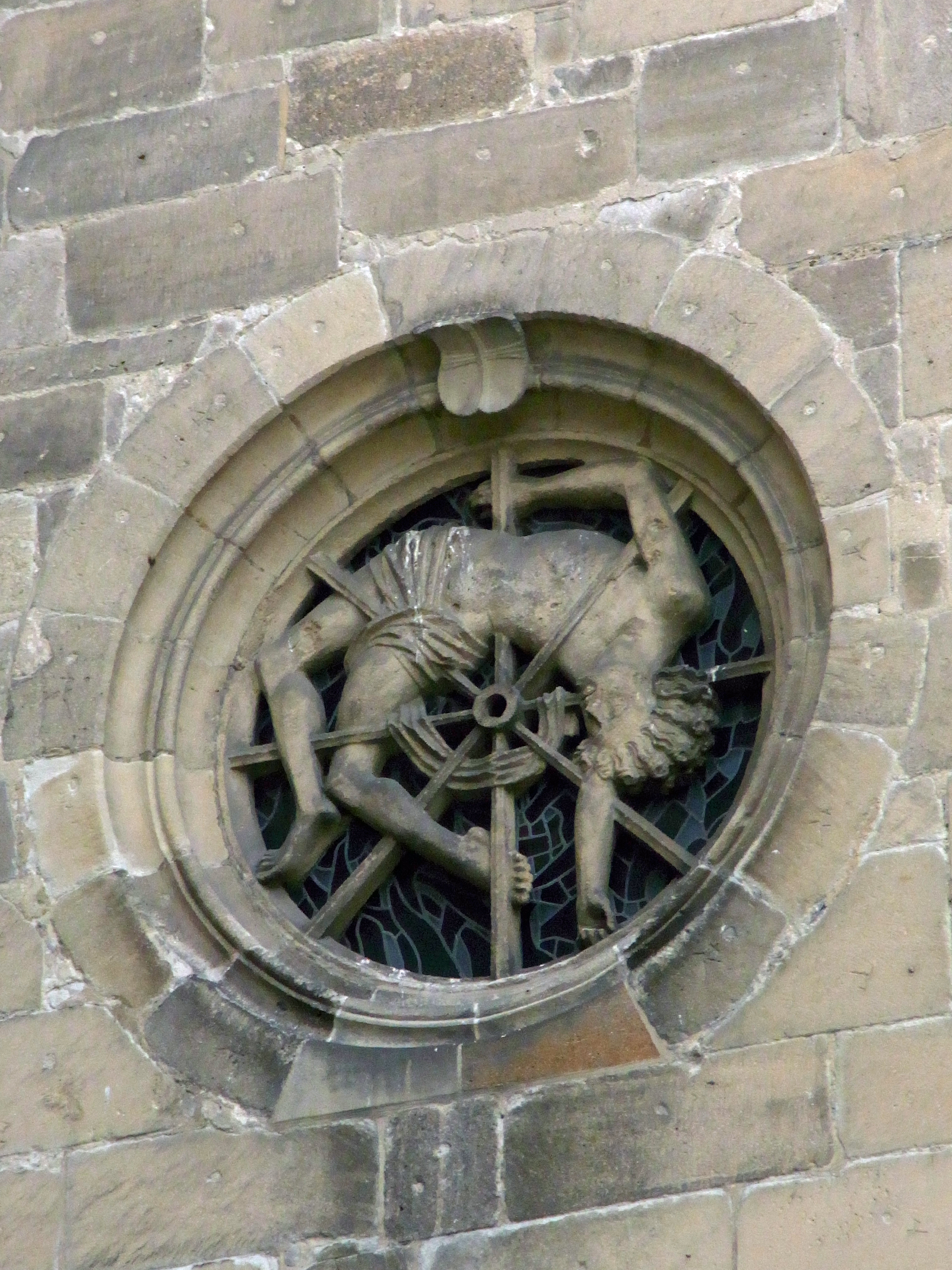
Janela na Stiftskirche, em Tübingen.
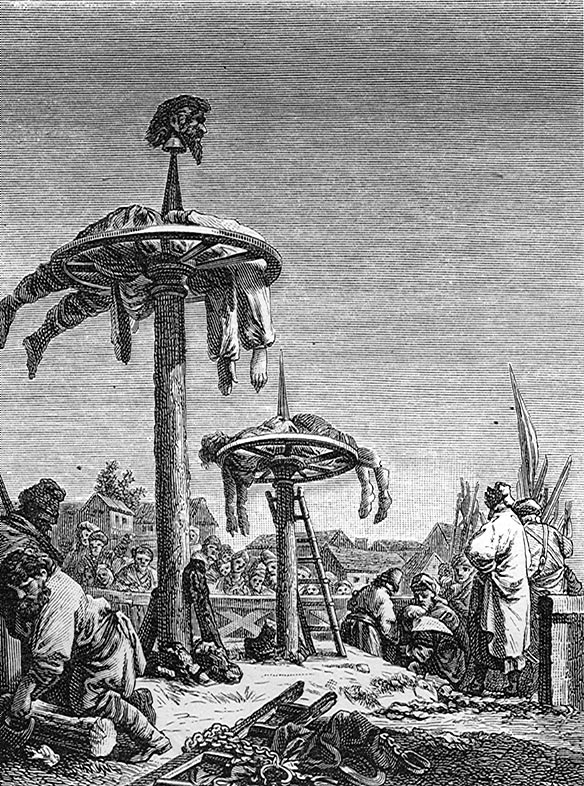
Gravura do início do século XVIII.
Brasão de Molsheim, na França.
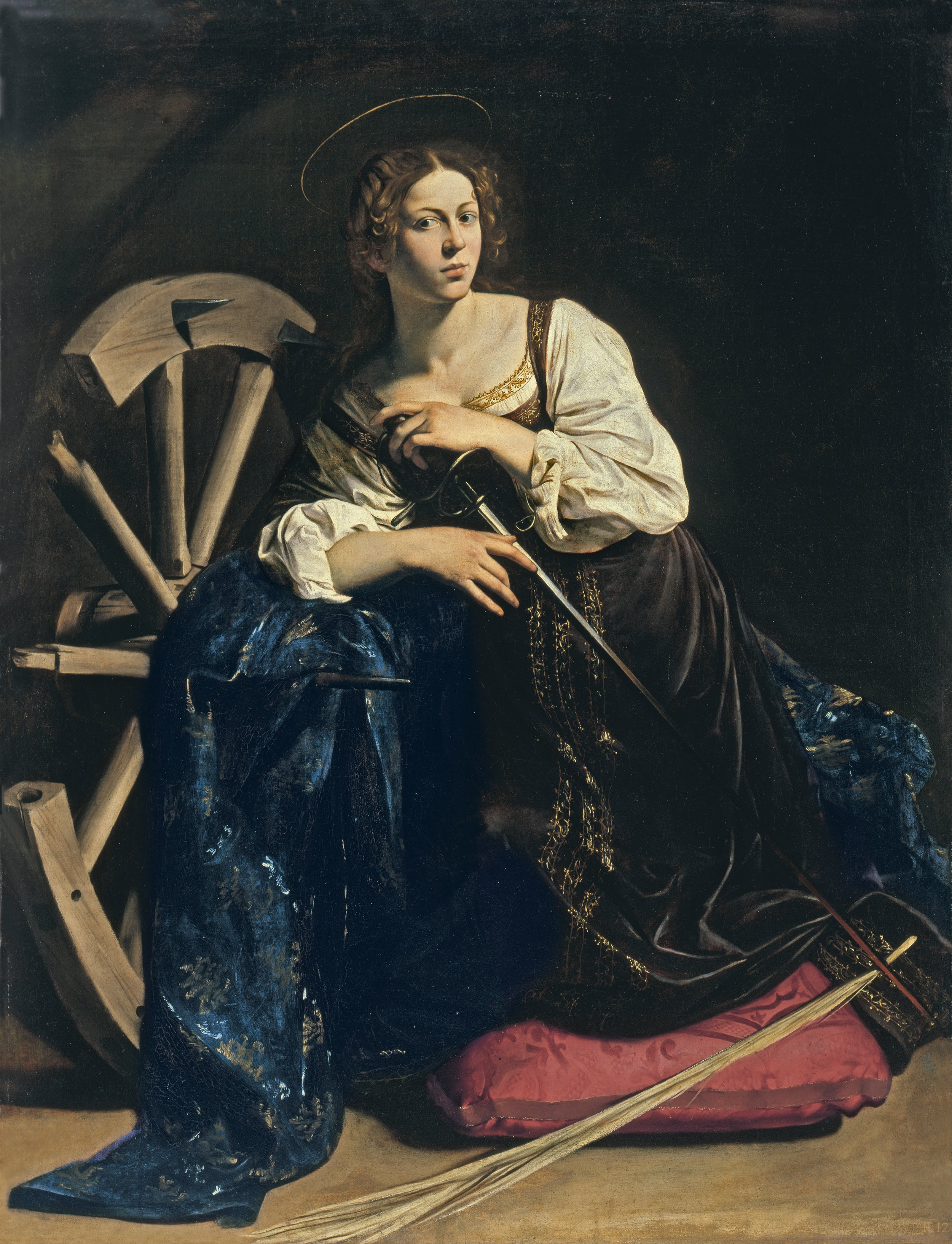
Santa Catarina, de Caravaggio.